# Cisteller de Junín
El cisteller de Junín (Asthenes virgata) és una espècie d'ocell de la família dels furnàrids (Furnariidae).

## Hàbitat i distribució
Habita zones arbustives i àrees rocoses, localment als Andes del centre i sud-est de Perú.